# Ceratophygadeuon pechumani
Ceratophygadeuon pechumani là một loài tò vò trong họ Ichneumonidae.